# Alexander zu Hohenlohe-Waldenburg-Schillingsfürst

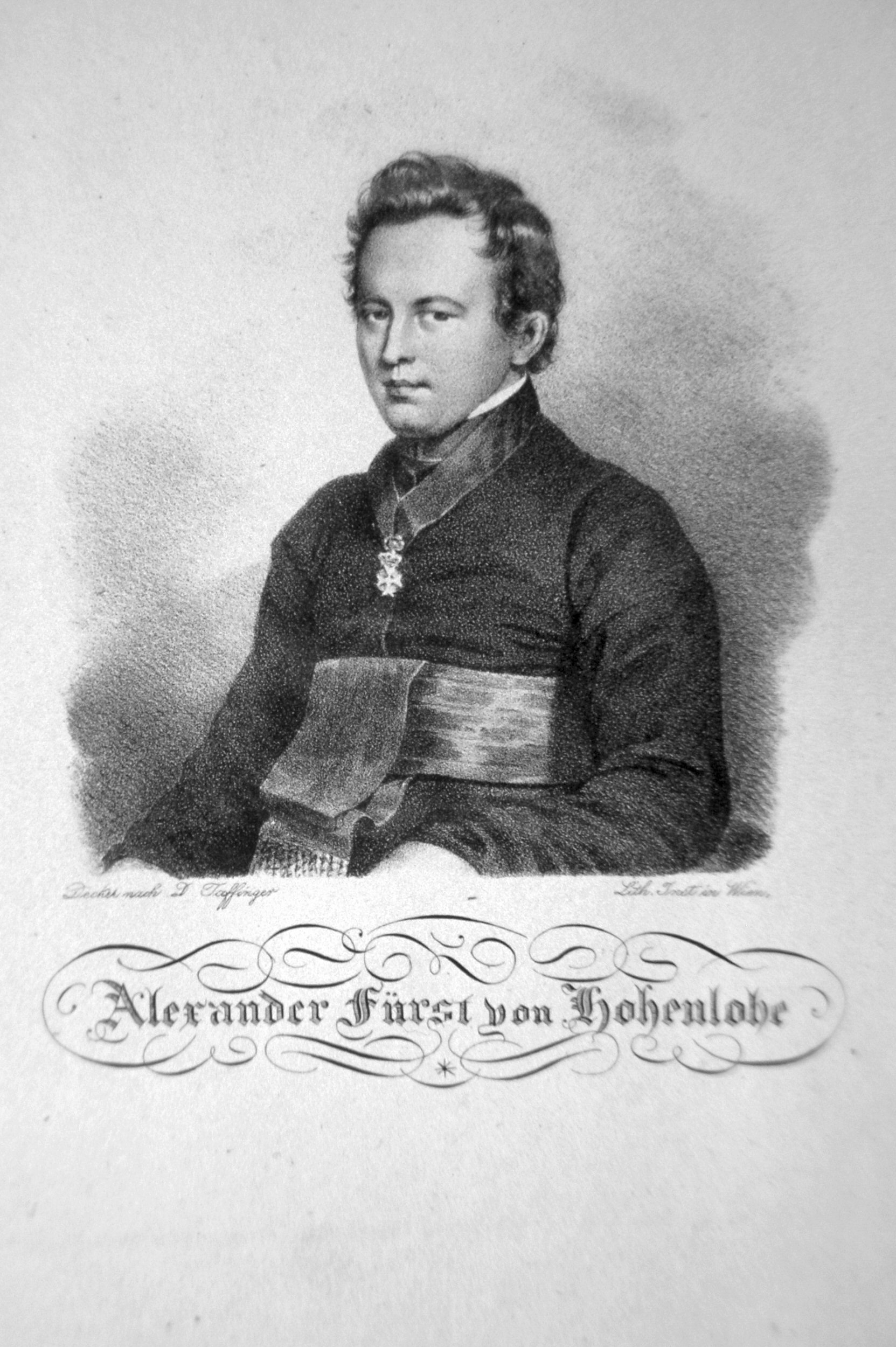
Alexander zu Hohenlohe-Waldenburg-Schillingsfürst, Lithographie von Johann Stephan Decker, um 1825

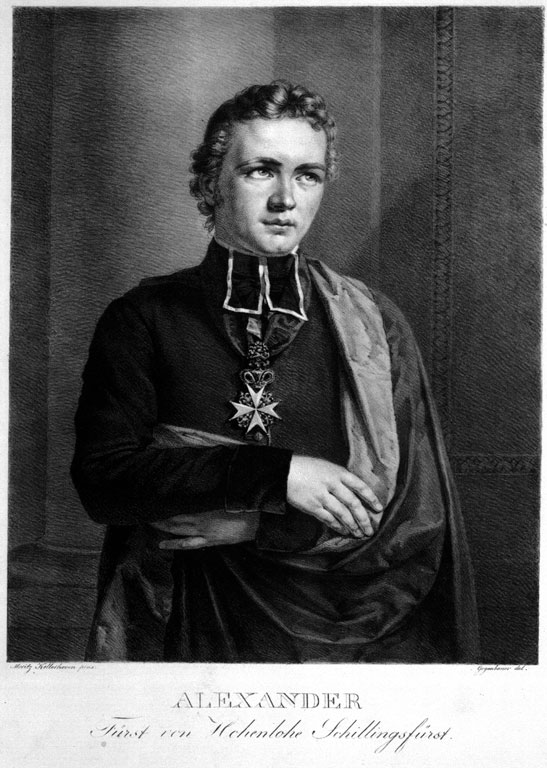
Alexander zu Hohenlohe-Waldenburg-Schillingsfürst

Alexander zu Hohenlohe-Waldenburg-Schillingsfürst, vollständig (Prinz) Leopold Alexander Franz Emmerich zu Hohenlohe-Waldenburg-Schillingsfürst (* 17. August 1794 in Kupferzell; † 14. November 1849 in Vöslau), genannt auch Fürst (Leopold Franz Emerich) Alexander von Hohenlohe(-Waldenburg-Schillingsfürst) oder Alexander Fürst zu Hohenlohe-Waldenburg-Schillingsfürst war ein deutscher katholischer Geistlicher und Wunderheiler, Titularbischof von Sardika und Abt von St. Michael in Gaborjan.

## Leben
Alexander war ein Sohn des Fürsten Karl Albrecht II. zu Hohenlohe-Waldenburg-Schillingsfürst (1742–1796) und dessen zweiter Gemahlin Freiin Judith Reviczky von Revisnye (1753–1836).
Nach einer theologischen Ausbildung erhielt er 1815 die Priesterweihe. Die Primizpredigt hielt ihm Johann Michael Sailer. Ein Jahr später trat er dem Malteserorden bei. Ein weiteres Jahr später wurde er am 15. Juli 1817 durch die Gunst des Königs Maximilian I. sowohl zum Geistlichen Rat als auch zum Domkapitular beim Vikariat Bamberg bestimmt. 1819 zum bischöflichen Vikar ernannt, wurde er 1821 Kapitular von Bamberg und glaubte im selben Jahr durch Gebete, an einem Bauern eine Wunderheilung vollbracht zu haben. Er versuchte sich danach weiter in dieser in Form angeblich wundertätigen Gebetstherapien bzw. Fernheilungen praktizierten Tätigkeit in Bamberg und im Juliusspital von Würzburg (etwa die Scheinheilung der jungen Prinzessin Mathilde von Schwarzenberg, die wegen einer rechtskonvexen Skoliose Patientin von Cajetan von Textor und Johann Georg Heine war), wo schon unter dem Fürstbischof Philipp von Dembach der Pater Marcus de Curano Wunderheilungen durchgeführt haben soll. sowie in Bad Brückenau. Hier glaubte auch Ludwig I. von Bayern, durch Hohenlohe von seiner Schwerhörigkeit geheilt worden zu sein. Vom Volk verehrt, aber des Jesuitismus und Obskurantismus bezichtigt, hatte er in Bamberg gegen den Bürgermeister Franz Ludwig von Hornthal anzukämpfen, der schließlich dem Handeln Hohenlohes ein Ende bereitete, was in der Bürgerschaft von Bamberg mit gemischten Gefühlen aufgenommen wurde und Hornthals Wiederwahl vereitelte.
Von Papst Pius VII. wurde schließlich das öffentliche Auftreten mit Wunderheilungen bzw. Gebetsheilungen durch Hohenlohe verboten und sein Wirken in Bayern unter Polizeiaufsicht gestellt. 1822 floh er nach Wien und erhielt von Kaiser Franz I. das Amt eines Domherren in Großwardein, wo er auch Generalvikar wurde.
Von Papst Gregor XVI. 1844 zum Titularbischof von Sardika ernannt, musste er 1848 vor der Revolution in Ungarn fliehen und starb ein Jahr später bei seinem Neffen, dem Grafen von Fries, Sohn seiner Schwester Maria Theresia (1779–1819). Alexander zu Hohenlohe-Waldenburg-Schillingsfürst verfasste zahlreiche theologische Schriften. Sein Onkel Franz Karl Joseph zu Hohenlohe-Waldenburg-Schillingsfürst war von 1818 bis 1819 Bischof von Augsburg.